# Contea di Marshall (Alabama)
La contea di Marshall, in inglese Marshall County, è una contea dello Stato dell'Alabama, negli Stati Uniti. La popolazione al censimento del 2000 era di 82.231 abitanti. Il capoluogo di contea è Guntersville.
La contea fa parte dell'area metropolitana statistica di Huntsville-Decatur. Si tratta di una dry county, ma alcune citta permettono la vendita di alcolici.

## Geografia fisica
La contea si trova nella parte settentrionale dell'Alabama. Lo United States Census Bureau certifica che l'estensione della contea è di 1.614 km², di cui 1.469 km² composti da terra e i rimanenti 145 km² composti di acqua.
La contea si trova nella sezione fisiografica dell'Altopiano di Cumberland, nella regione della Pianura Atlantica, e la sua topografia comprende altopiani di arenaria, ripide pendici montuose e valli calcaree. Il fiume Tennessee scorre in direzione sud-ovest dalla parte nordorientale della contea ed esce dalla parte nordoccidentale.

### Contee confinanti
- Contea di Jackson - nord-est
- Contea di DeKalb - est
- Contea di Etowah - sud-est
- Contea di Blount - sud-ovest
- Contea di Cullman - ovest
- Contea di Morgan - ovest
- Contea di Madison - nord-ovest

### Laghi, fiumi e parchi
La contea comprende i seguenti laghi, fiumi e parchi:
| Laghi                                                                           | Fiumi | Parchi | Parchi |
| ------------------------------------------------------------------------------- | --- | --- | ------ |
| - Smith Lake - Guntersville Lake - Spring Lake - Lynn Mill Pond - Woodland Lake | - Piney Branch - Little Branch - Peachtree Creek - Mormon Hole Branch - Mink Creek - Mine Branch - Chandler Branch - Leather Hole Branch - Mill Pond Creek | - Lindsey-Honeycomb Creek Wild Area - Cave Mountain Small Wild Area - Bucks Pocket Tri-County Park - Yogi Bears Jellystone Park |        |

## Storia
La contea di Marshall fu costituita il 9 gennaio 1836. I territori erano abitati dai Cherokee. Il nome le è stato dato in onore di John Marshall, famoso presidente della Corte Suprema degli Stati Uniti. Il 27 aprile 2011, una tempesta di vaste proporzioni, che generò numerosi tornado di grande potenza, colpì il sud-est degli Stati Uniti. In Alabama persero la vita oltre 250 persone, tra cui cinque nella comunità di Ruth.

## Principali strade ed autostrade
- U.S. Highway 231
- U.S. Highway 431
- State Route 68
- State Route 69
- State Route 75
- State Route 79

## Società

### Evoluzione demografica
Abitanti censiti (migliaia)

## Comuni[10]
- Albertville - city
- Arab - city[11]
- Boaz - city[12]
- Douglas - town
- Grant - town
- Guntersville - city
- Joppa - cdp
- Sardis City - town
- Union Grove - town